# Pterostylis paludosa
Pterostylis paludosa är en orkidéart som beskrevs av D.L.Jones, Molloy och Mark Alwin Clements. Pterostylis paludosa ingår i släktet Pterostylis och familjen orkidéer. Inga underarter finns listade i Catalogue of Life.